# Crazzy Steve
Steven Scott, meglio conosciuto con il ring name Crazzy Steve (Montréal, 4 marzo 1984), è un wrestler canadese sotto contratto con la Total Nonstop Action Wrestling.

## Carriera

### Circuito indipendente (2004–2014)
Dal 2004 al 2014 Scott compete per diverse organizzazioni del circuito indipendente, come ad esempio la Great Canadian Wrestling (GCW), dove conquista anche le cinture di coppia assieme a Gutter. Il 10 settembre 2011 vince il Georgian Bay Heavyweight Championship della Maximum Pro Wrestling, sconfiggendo El Tornado. Il 26 novembre 2013 affronta senza successo Gabriel Saint con in palio l'ESW Interstate Championship.

### Total Nonstop Action (2014–2017)
Nei primi mesi del 2014, Scott firma un contratto con la Total Nonstop Action Wrestling e debutta nell'aprile dello stesso anno, con il ring name Crazzy Steve ed interpretando la gimmick di un pagliaccio goffo e pazzo. Egli viene presentato come membro di una nuova stable nota con il nome The Menagerie e guidata da Knux e comprendente anche il possente The Freak e la valletta Rebel. 

Nella puntata di Impact dell'8 maggio la Menagerie assiste Knux nella sua vittoria contro Kazarian e la settimana successiva Steve affronta Kazarian nel suo incontro di debutto dove sconfitto per squalifica dopo aver abbassato i pantaloni dell'arbitro ed essersi preso gioco di lui. 

Steve inizia quindi una serie di tentativi per vincere il titolo TNA X Division Championship ed il 15 giugno a Slammiversary XII prende parte ad un 6-way ladder match con in palio il titolo stesso che però viene dal giapponese Sanada. 

Nell'episodio di Impact del 17 luglio prende parte ad un gauntlet match nuovamente per il titolo X Division e che vede trionfare Austin Aries.
Il 23 gennaio 2015 partecipa al Feast or Fired ma non riesce ad impossessarsi di alcuna valigetta e nei mesi successivi partecipa ad alcuni match di coppia di basso rilievo e primariamente in coppia con Knux. 

In seguito al licenziamento di The Freak, la Menagerie compete raramente in incontri tag team e la stable si scioglie definitivamente dopo che Knux lascia la compagnia il 19 maggio.
Nel corso dei mesi successivi Crazzy Steve torna alle competizioni singole e partecipa quindi al nuovo torneo TNA World Title Series come membro del Group Wildcard ma terminerà al quarto posto dopo aver subito una serie di sconfitte.
All'evento TNA One Night Only: Live Crazzy Steve diventa per la prima volta heel attaccando a sorpresa Tigre Uno dopo essere stato eliminato in un incontro valido per il titolo X Division.
Nella puntata di Impact del 26 gennaio 2016, attacca i Wolves assistito da Abyss e Rosemary e dopo l'assalto i tre rubano le cinture di coppia e formano così una nuova stable heel con il nome di Decay. 

Il 19 marzo Decay sconfigge i detentori del titolo di coppia Beer Money, Inc. conquistando così il titolo TNA World Tag Team Championship e permettendo a Crazzy Steve vincere il suo primo titolo nella federazione.

## Personaggio

### Mosse finali
- Centralizer (Rolling cutter)
- Crazy Combo (Kneeling powerbomb)

### Manager
- Rebel
- Rosemary

## Titoli e riconoscimenti
- Canadian Wrestling Revolution
  - CWR Pan-American Championship (1)[5]
- Great Canadian Wrestling

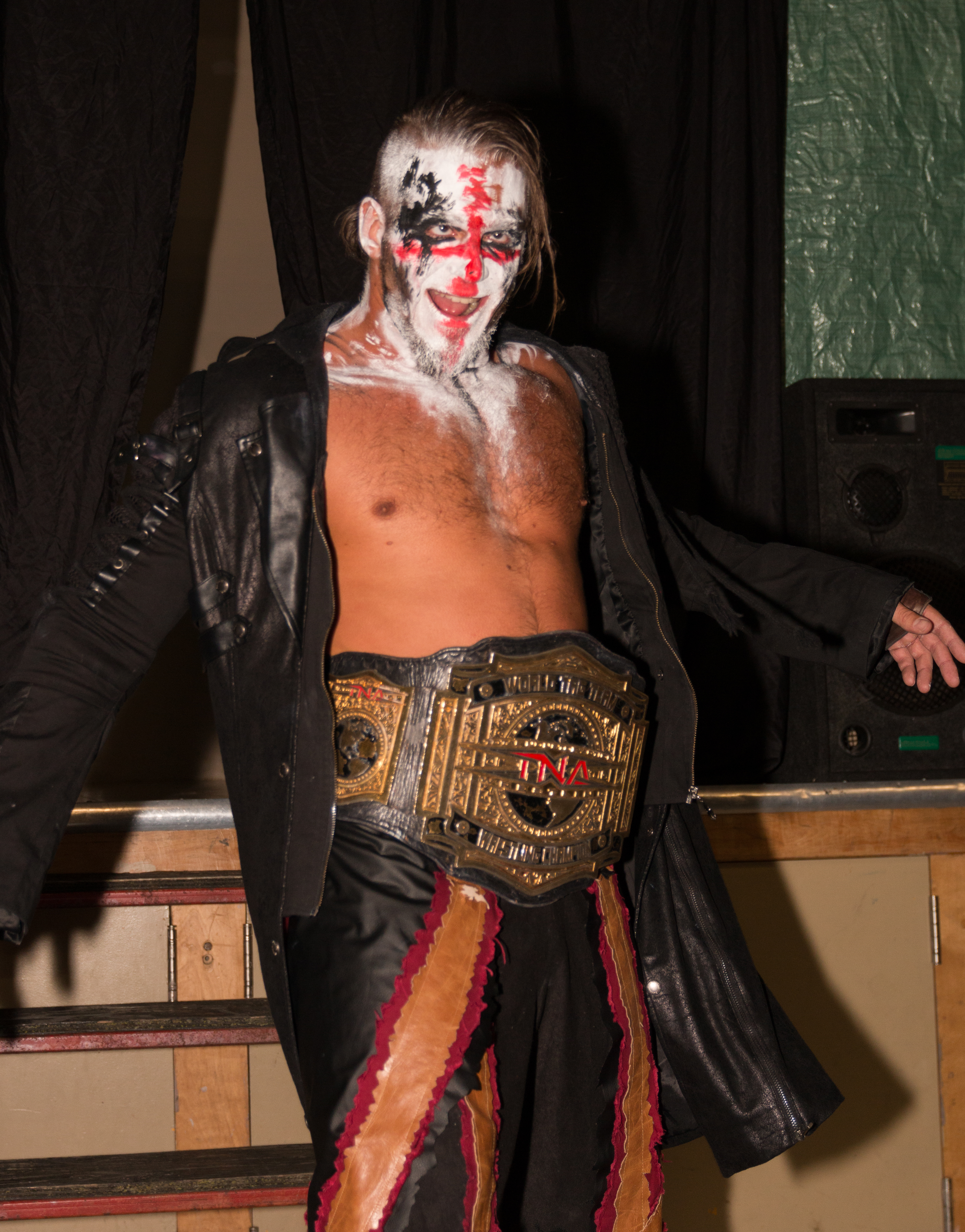
Crazzy Steve con il TNA World Tag Team Championship, titolo che ha detenuto una volta con Abyss

  - GCW Tag Team Championship (2)[6] – con Gutter (1) e con Jake O'Reilly (1)
- Living Legends Wrestling
  - LLW Light Heavyweight Championship (1)[5]
- Lucha Libre AAA Worldwide
  - AAA World Mixed Tag Team Championship (1) – con Havok
- Maximum Pro-Wrestling
  - MPW Georgian Bay Heavyweight Championship (1)[7]
- Neo Spirit Pro-Wrestling
  - NSPW Independent Championship (1)[5]
  - PSPW Internet Championship (1)[5]
- Pro Wrestling Illustrated
  - 68° tra i 500 migliori wrestler singoli nella PWI 500 (2017)[8]
- Renegade Wrestling Alliance
  - RWA Tag Team Champion (1) – con Gory
- Total Nonstop Action Wrestling
  - TNA World Tag Team Championship (1) – con Abyss
- Tried N-True Pro
  - TNT Championship (1)[9]